# Ољастро Чиленто
Ољастро Чиленто (итал. Ogliastro Cilento) је насеље у Италији у округу Салерно, региону Кампанија.
Према процени из 2011. у насељу је живело 1690 становника. Насеље се налази на надморској висини од 324 м.

## Географија
| Клима (Ољастро Чиленто)  | Клима (Ољастро Чиленто) | Клима (Ољастро Чиленто) | Клима (Ољастро Чиленто) | Клима (Ољастро Чиленто) | Клима (Ољастро Чиленто) | Клима (Ољастро Чиленто) | Клима (Ољастро Чиленто) | Клима (Ољастро Чиленто) | Клима (Ољастро Чиленто) | Клима (Ољастро Чиленто) | Клима (Ољастро Чиленто) | Клима (Ољастро Чиленто) | Клима (Ољастро Чиленто) |
| Показатељ \ Месец        | .Јан.                   | .Феб.                   | .Мар.                   | .Апр.                   | .Мај.                   | .Јун.                   | .Јул.                   | .Авг.                   | .Сеп.                   | .Окт.                   | .Нов.                   | .Дец.                   | .Год.                   |
| ------------------------ | ----------------------- | ----------------------- | ----------------------- | ----------------------- | ----------------------- | ----------------------- | ----------------------- | ----------------------- | ----------------------- | ----------------------- | ----------------------- | ----------------------- | ----------------------- |
| Средњи максимум, °C (°F) | 9,9 (49,8)              | 9,9 (49,8)              | 12,6 (54,7)             | 16,0 (60,8)             | 19,8 (67,6)             | 24,3 (75,7)             | 28,7 (83,7)             | 29,2 (84,6)             | 25,4 (77,7)             | 20,9 (69,6)             | 15,8 (60,4)             | 12,0 (53,6)             | 29,2 (84,6)             |
| Средњи минимум, °C (°F)  | 3,7 (38,7)              | 4,0 (39,2)              | 5,7 (42,3)              | 8,6 (47,5)              | 11,7 (53,1)             | 15,6 (60,1)             | 19,1 (66,4)             | 19,6 (67,3)             | 16,5 (61,7)             | 13,0 (55,4)             | 9,1 (48,4)              | 5,9 (42,6)              | 3,7 (38,7)              |
| [ тражи се извор ]       |                         |                         |                         |                         |                         |                         |                         |                         |                         |                         |                         |                         |                         |

## Становништво
| 1931. | 1936. | 1951. | 1961. | 1971. | 1981. | 1991. | 2001. | 2011. |
| ----- | ----- | ----- | ----- | ----- | ----- | ----- | ----- | ----- |
| 2.617 | 2.770 | 3.077 | 2.947 | 2.306 | 2.218 | 2.183 | 2.202 | 2.241 |